# Nagai (Yamagata)
Nagai (長井市 Nagai-shi?) es una ciudad localizada en la prefectura de Yamagata, Japón. En octubre de 2018 tenía una población de 26.780 habitantes y una densidad de población de 125 personas por km². Su área total es de 214,67 km².

## Geografía

### Municipios circundantes
- Prefectura de Yamagata
  - Nan'yo
  - Shirataka
  - Iide
  - Oguni
  - Kawanishi
  - Asahi

## Demografía
Según datos del censo japonés, la población de Nagai ha disminuido en los últimos años.
| Año del censo | Población |
| ------------- | --------- |
| 1995          | 32.727    |
| 2000          | 31.987    |
| 2005          | 30.929    |
| 2010          | 29.473    |
| 2015          | 27.757    |